# Stanislav Štech
Stanislav Štech (ur. 23 sierpnia 1954 w Podbořanach) – czeski psycholog, nauczyciel akademicki i polityk, profesor, w latach 2003–2015 prorektor Uniwersytetu Karola w Pradze, w 2017 minister szkolnictwa, młodzieży i sportu.

## Życiorys
Ukończył Lycée Carnot w Dijon, a w 1978 psychologię na Uniwersytecie Karola w Pradze. Doktoryzował się w 1981 na wydziale filozoficznym uczelni. Zawodowo związany z Uniwersytetem Karola w Pradze jako wykładowca, docent i od 2007 profesor. W latach 1993–2010 był kierownikiem katedry psychologii. Od 1997 członek władz uniwersytetu, w latach 2003–2015 pełnił funkcję prorektora. Był członkiem komisji akredytacyjnej oraz zarządu instytutu psychologii Akademii Nauk Republiki Czeskiej, a także redaktorem naczelnym czasopisma „Pedagogika”.
Od 1983 do 1990 należał do Komunistycznej Partii Czechosłowacji, później pozostał bezpartyjny. W 2014 z rekomendacji Czeskiej Partii Socjaldemokratycznej kandydował do Senatu. W 2015 został wiceministrem szkolnictwa, młodzieży i sportu w koalicyjnym rządzie Bohuslava Sobotki. W czerwcu 2017 powołany na ministra w tym resorcie, zastępując na tej funkcji Kateřinę Valachovą. Urząd ten sprawował do grudnia 2017.
Żonaty, ma dwoje dzieci.